# Ernst Friedrich Hartz
Ernst Friedrich Hartz (* 5. Februar 1791 in Bautzen; † 22. April 1854 in Zwickau) war ein deutscher Jurist und Politiker.

## Leben
Hartz erhielt seine Schulbildung am Gymnasium in Bautzen. Er wurde 1813 Akzessist beim Justizamt in Dresden. Noch im selben Jahr ging er freiwillig in den Kriegsdienst und war im Folgejahr als Offizier am Feldzug nach Belgien beteiligt. Von 1815 bis 1821 war er als Advokat, danach bis 1826 als zweiter Sekretär bei der Oberamtsregierung in Bautzen tätig. Von 1826 bis 1832 hatte er das Amt eines Landsteuersekretärs inne. Vom 12. Juni 1832 bis zum 15. Februar 1838 war Hartz gewählter Bürgermeister der Stadt Bautzen. Er gehörte 1831/32 der Ständeversammlung der Sächsischen Landstände an, auf der die Sächsische Verfassung von 1831 ausgearbeitet wurde. 1833/34 und 1836/37  war er Mitglied der I. Kammer des Sächsischen Landtags in der Klasse der Magistratspersonen. Er fungierte jeweils als 2. Sekretär der Kammer. Am 12. Juni 1835 verlieh ihm König Anton das Ritterkreuz des Zivilverdienstordens. Durch das Haus Schönburg wurde Hartz 1838 als Rat in der Kreisdirektion Zwickau vorgeschlagen, wozu er am 27. Februar 1838 verpflichtet wurde. Zweimal führte er das Direktorium der Kreisdirektion. Am 24. Juni 1853 wurde er zum Geheimen Regierungsrat ernannt. Er starb im April 1854 in Zwickau, wurde aber in Bautzen beerdigt.